# Luis Antonio Bittar Venturi
Luis Antonio Bittar Venturi (* im 20. Jahrhundert) ist ein brasilianischer physischer Geograph, der sich mit natürlichen Ressourcen befasst.

## Biografie
Bittar Venturi promovierte 2001 in physischer Geographie am Geographischen Institut der Universität São Paulo (USP) mit einer Arbeit über Landnutzung in Itapecerica da Serra (Itapecerica da Serra: ocupação e uso do solo). 2011 postdoktorierte er an der Universität Damaskus über die natürliche Ressource Wasser. 2012 habilitierte (livre-docência) er am Geographischen Institut der USP mit einer Arbeit über Wasserknappheit und Konflikte um Wasser im Nahen Osten (Oriente Médio: o compartilhamento e a tecnologia revertendo a perspectiva de escassez hídrica e conflitos). Von 2013 bis 2014 war er Visiting Scholar am Department of Geography der University of Cambridge. Seit 2018 ist er Vollzeitprofessor (Professor titular) am Geographischen Institut der USP.
Bittar Venturi forscht über Forschungstechniken der physischen Geographie, wovon sein Buch Geografia: práticas de campo, laboratório e sala de aula („Geographie: Feld-, Labor- und Unterrichtspraxis“, 2011) zeugt. Er forscht auch über natürliche Ressourcen, Wasser und Energie und kritisiert Wassernutzung in Brasilien. In seinem Buch Água no Oriente Médio, o fluxo da paz („Wasser im Nahen Osten, der Fluss des Friedens“, 2016) behauptet er, dass das Südostanatolien-Projekt den Frieden mit den Euphrat-Anrainerstaaten fördert. Bittar Venturi ist Mitglied der Türkischen Hydropolitischen Vereinigung Hidropolitik Akademi.

## Schriften (Auswahl)
- Tristes Mananciais. In: Ana Fani Alessandri Carlos, Ariovaldo Umbelino de Oliveira (Hrsg.): As Geografias de São Paulo: a metrópole do século XXI. São Paulo: Contexto, 2004, S. 243–253. ISBN 978-85-7244-275-6
- Retratos de um Município: Itapecerica da Serra. Osasco: Edifieo, 2005. ISBN 85-983660-5-6
- Praticando geografia: técnicas de campo e laboratório. São Paulo: Oficina de Textos, 2005. ISBN 978-85-86238-45-1
- Recurso natural: A construção de um conceito. In: Geousp, Band 10, Nr. 1, 2006, S. 9–17.
- Ensaios geográficos. São Paulo: Humanitas, 2008. ISBN 978-85-7732-063-9
- Geografia: práticas de campo, laboratório e sala de aula. São Paulo: Sarandi, 2011. ISBN 978-85-99018-94-1
- Água no Oriente Médio, o fluxo da paz. São Paulo: Sarandi, 2016. ISBN 85-8188-032-0

- Rezension: Cleide Rodrigues: Água no Oriente Médio, o fluxo da paz. In: Confins. Nr. 34, 2018, doi:10.4000/confins.12983 (portugiesisch).
- Englisch: Water’s Flow of Peace. Cambridge Scholars Publishing, 2020. ISBN 978-1-5275-4838-1

- Recursos naturais do Brasil. Curitiba: Appris, 2021. ISBN 978-655820995-9